# 조 이백
조 이백(曹 夷伯, ? ~ 기원전 835년, 재위: 기원전 864년 ~ 기원전 835년)은 중국 춘추 시대 조(曹)나라의 6대 군주로, 휘는 희(喜)이다.

## 사적
아버지 효백(孝伯)이 죽고, 대신하여 뒤를 이었다.
이백 23년(기원전 835년), 죽었다. 아우 강(彊)이 뒤를 이었다.

## 출전
- 사마천, 《사기》 
  - 권14 십이제후연표(十二諸侯年表)
  - 권35 관채세가(管蔡世家)

| 전임 아버지 효백 운 | 제6대 조나라의 백작 기원전 864년 ~ 기원전 835년 | 후임 동생 유백 강 |